# Sulsdorf (Gremersdorf)
Das Dorf Sulsdorf gehört zur Gemeinde Gremersdorf. Es liegt zwischen Oldenburg in Holstein und Heiligenhafen nahe der Autobahn 1.

## Namensbedeutung
Der Name Sulsdorf leitet sich von Suldestdorpe, Sulstorpe ab. Es bedeutet Dorf des Sul, welches ein slawischer Personenname ist.

## Geschichte
Erstmals schriftlich erwähnt wird Zoldesdorpe am 12. Mai 1267 bei einem Gebietstausch zwischen dem Ritter Ludolf Scorlemer, dem Grafen Gerhard von Holstein und dem St.-Johannis-Kloster. Am 27. Oktober 1302 wird Sulsdorf vom Grafen Gerhard II. (Holstein-Plön) mit 10 Hufen für 700 Lübsche Mark an das Lübecker St.-Johannis-Kloster verkauft. Ab diesem Zeitpunkt gehörte Sulsdorf privatrechtlich aber auch hoheitsrechtlich dem reichsunmittelbaren St.Johannis-Jungfrauenkloster in Lübeck.
Im Lübecker Zehntregister von 1433 ist Sulsdorf als Suldestorpe vermerkt. Im Zuge eines Vergleiches zwischen Dänemark-Holstein und Lübeck zu Beginn des Jahres 1802 und des Reichsdeputationshauptschlusses kam Sulsdorf um 1806 hoheitrechtlich zum Herzogtum Holstein und wurde als sogenanntes Lübsches Stadtstiftsdorf verwaltet. Nach dem Deutschen Krieg 1866 wurde Sulsdorf 1867 Teil der neu gegründeten preußischen Provinz Schleswig-Holstein.
Seit 1. April 1937 ist Sulsdorf Teil der Gemeinde Gremersdorf.

## Höfe
Das St.Johannis-Jungfrauenkloster war ab 27. Oktober 1302 bis 1806 Eigentümer des Dorfes und somit Lehnsherr, die Bauern waren lehnsabhängige Bewohner des Dorfes, sie besaßen keinerlei Grundeigentum, ihnen gehörten nur die Gebäude (Haus, Ställe), die beweglichen Sachen und das Vieh. Sie waren an den von ihnen bewirtschafteten Grund gebunden, sie waren aber keine Leibeigenen. Ihr Eigentum konnten die Lehnsnehmer vererben. Witwen, die nicht neu geheiratet haben, mussten den Grund innerhalb eines Jahres verlassen.

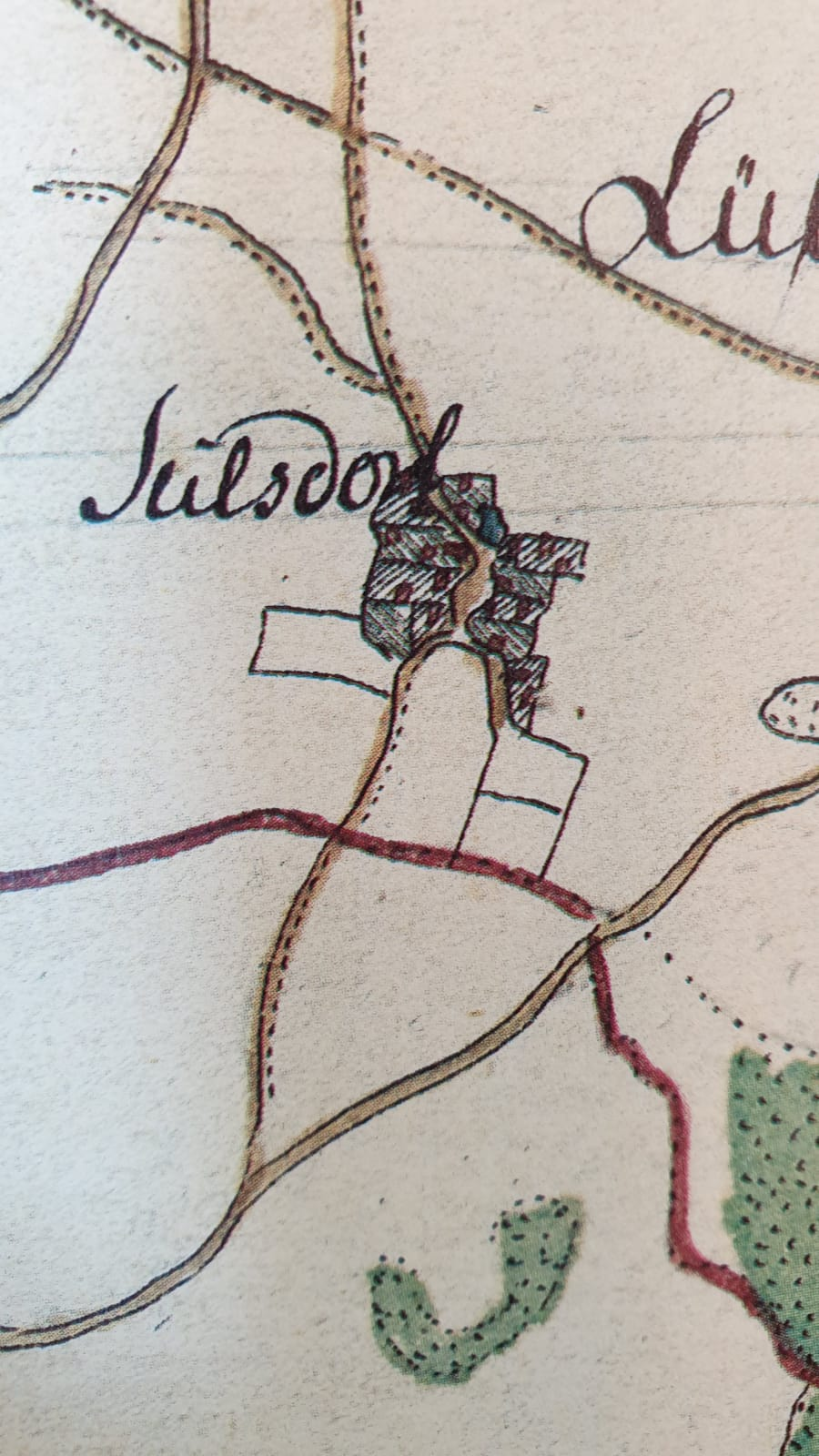
Sulsdorf in der Vahrendorf’schen Karte 1796

| Höfe (Stellen), Lehnsnehmer und deren Abgaben im Laufe der Zeit |                                                    |       |                                |                            |                            |                          |
| Stelle                                                          | Lehnsnehmer                                        | Hufen | 1600                           | 1636                       | 1647                       | 1700                     |
| 1                                                               | Jasper Wegner Jochim Albers Timm Stück             | 2     | 9 Lübsche Mark 6 Schilling - - | - 18 Mark 12 Schilling - - | - - 25 Mark 2 Schilling -  | - - 43 Mark 3 Schilling  |
| 2                                                               | Claus Flügge Hans Flügge Claus Storm Olof Andersen | 2     | 9 Mark 6 Schilling - -         | - 18 Mark 12 Schilling - - | - - 24 Mark 12 Schilling - | - - 38 Mark 1 Schilling  |
| 3                                                               | Jürgen Kloke Jürgen Kloke Hans Klock Jürgen Albers | 2,    | 10 Mark - -                    | - 20 Mark - -              | - - 26 Mark -              | - - 43 Mark 4 Schilling  |
| 4                                                               | Jürgen Albrech Jürgen Albers Jürgen Albers         | 2,5   | 12 Mark 8 Schilling - -        | - 25 Mark - -              | - - 32 Mark 8 Schilling -  | - - 48 Mark 11 Schilling |
| 5                                                               | Marcus Lampe Claus Albers Jochim Albers            | 1,5   | 7 Mark 8 Schilling - -         | - 15 Mark - -              | - - 19 Mark 8 Schilling -  | - - 30 Mark 6 Schilling  |
| Gesamt                                                          |                                                    | 10    | 48 Mark 12 Schilling           | 97 Mark 8 Schilling        | 127 Mark 14 Schilling      | 203 Mark 9 Schilling     |

## Einwohnerentwicklung
| Einwohnerentwicklung |                   |           |
| Jahr                 | Haushalte / Hufen | Einwohner |
| 1433                 | 10 mansi (Hufen)  |           |
| 1700                 | 10 Hufen          |           |
| 1841                 | 5 Hufen 2 Kathen  | 67        |
| 1925                 |                   | 58        |
| 1987                 | 16 Haushalte      | 56        |